# One-Tree Island
One-Tree Island est une île qui se trouve à la partie la plus méridionale de la Grande barrière de corail, à environ 80 km de la côte de l'Australie, 450 km au nord de Brisbane.
Elle a une superficie d'environ 7,5 ha.
Elle a été classée en tant que zone importante pour la conservation des oiseaux. Un centre de recherche rattaché à l'Université de Sydney est situé sur l'île, qui a fait l'objet de publications scientifiques.